# 東谷隆司
東谷 隆司（あずまや たかし、1968年 - 2012年10月16日）は、日本のキュレーター。

## 概要
三重県生まれ。 東京藝術大学大学院美術研究課修了。
世田谷美術館に五年間勤務した後、東京オペラシティアートギャラリー（2003-2004）、横浜トリエンナーレ2001スタッフ、森美術館キュレーターを経て、フリーで展覧会企画、執筆活動を行う。
自宅で自殺を図る。

## 企画
- 「時代の体温」(世田谷美術館、東京、1999年)
- 「OP TRANCE!」(KPOキリンプラザ、大阪、2001年)
- 「GUNDAM 来たるべき未来のために」(サントリーミュージアム[天保山]、大阪、上野の森美術館、東京、2005、他全六会場巡回) [5]